# Selago comptonii
Selago comptonii är en flenörtsväxtart som beskrevs av O.M. Hilliard. Selago comptonii ingår i släktet Selago och familjen flenörtsväxter. Inga underarter finns listade i Catalogue of Life.